# Lijst van nummer 1-dvd's in de Nederlandse Muziek DVD Top 30 in 2008
Dit is een lijst van nummer 1-dvd's in de Nederlandse Muziek DVD Top 30 in 2008.
| Nummer | Datum        | Artiest          | Titel                                              |
| ------ | ------------ | ---------------- | -------------------------------------------------- |
| 116    | 5 januari    | Paul de Leeuw    | Symphonica In Rosso                                |
|        | 12 januari   | Paul de Leeuw    | Symphonice in Rosso                                |
| 117    | 19 januari   | Celine Dion      | Live in Las Vegas - A New Day...                   |
|        | 26 januari   | Celine Dion      | Live in Las Vegas - A New Day...                   |
| 118    | 2 februari   | Amy Winehouse    | I Told You I Was Trouble - Live in London          |
| 119    | 9 februari   | Andrea Bocelli   | Vivere - Live in Tuscany                           |
|        | 16 februari  | Andrea Bocelli   | Vivere - Live in Tuscany                           |
|        | 23 februari  | Andrea Bocelli   | Vivere - Live in Tuscany                           |
| 120    | 1 maart      | Amy Winehouse    | I Told You I Was Trouble - Live in London          |
| 121    | 8 maart      | Tiësto           | Copenhagen - Elements of Life World Tour           |
|        | 15 maart     | Tiësto           | Copenhagen - Elements of Life World Tour           |
|        | 22 maart     | Tiësto           | Copenhagen - Elements of Life World Tour           |
|        | 29 maart     | Tiësto           | Copenhagen - Elements of Life World Tour           |
| 122    | 5 april      | Paul de Leeuw    | Symphonica in Rosso                                |
| 123    | 12 april     | Celine Dion      | Live in Las Vegas - A New Day...                   |
| 124    | 19 april     | Tiësto           | Copenhagen - Elements of Life World Tour           |
|        | 26 april     | Tiësto           | Copenhagen - Elements of Life World Tour           |
| 125    | 3 mei        | Amy Winehouse    | I Told You I Was Trouble - Live in London          |
|        | 10 mei       | Amy Winehouse    | I Told You I Was Trouble - Live in London          |
|        | 17 mei       | Amy Winehouse    | I Told You I Was Trouble - Live in London          |
|        | 24 mei       | Amy Winehouse    | I Told You I Was Trouble - Live in London          |
| 126    | 31 mei       | Genesis          | When In Rome 2007                                  |
|        | 7 juni       | Genesis          | When In Rome 2007                                  |
|        | 14 juni      | Genesis          | When In Rome 2007                                  |
|        | 21 juni      | Genesis          | When In Rome 2007                                  |
| 127    | 28 juni      | René Froger      | Doe Maar Gewoon (Live in Ahoy)                     |
| 128    | 5 juli       | Anouk            | Live At GelreDome                                  |
|        | 12 juli      | Anouk            | Live At GelreDome                                  |
|        | 19 juli      | Anouk            | Live At GelreDome                                  |
|        | 26 juli      | Anouk            | Live At GelreDome                                  |
|        | 2 augustus   | Anouk            | Live At GelreDome                                  |
| 129    | 9 augustus   | Armin van Buuren | Armin Only - Imagine - Utrecht 19/04/2008          |
|        | 16 augustus  | Armin van Buuren | Armin Only - Imagine - Utrecht 19/04/2008          |
|        | 23 augustus  | Armin van Buuren | Armin Only - Imagine - Utrecht 19/04/2008          |
| 130    | 20 augustus  | John Mayer       | Where The Light Is: John Mayer Live in Los Angeles |
| 131    | 6 september  | Armin van Buuren | Armin Only - Imagine - Utrecht 19/04/2008          |
| 132    | 13 september | Various Artists  | Samen Met Dré - Live in Concert                    |
| 133    | 20 september | De Toppers       | Toppers in Concert 2008                            |
|        | 27 september | De Toppers       | Toppers in Concert 2008                            |
|        | 4 oktober    | De Toppers       | Toppers in Concert 2008                            |
|        | 11 oktober   | De Toppers       | Toppers in Concert 2008                            |
|        | 18 oktober   | De Toppers       | Toppers in Concert 2008                            |
| 134    | 25 oktober   | Nick & Simon     | Altijd Dichtbij - Live in Concert                  |
|        | 1 november   | Nick & Simon     | Altijd Dichtbij - Live in Concert                  |
|        | 8 november   | Nick & Simon     | Altijd Dichtbij - Live in Concert                  |
|        | 15 november  | Nick & Simon     | Altijd Dichtbij - Live in Concert                  |
|        | 22 november  | Nick & Simon     | Altijd Dichtbij - Live in Concert                  |
|        | 29 november  | Nick & Simon     | Altijd Dichtbij - Live in Concert                  |
| 135    | 6 december   | Lionel Richie    | Symphonica in Rosso                                |
|        | 13 december  | Lionel Richie    | Symphonica in Rosso                                |
| 136    | 20 december  | André Rieu       | Live in Australia                                  |
|        | 27 december  | Geen charts      |                                                    |

2002 ·
2003 ·
2004 ·
2005 ·
2006 ·
2007 ·
2008 ·
2009 ·
2010 ·
2011 ·
2012 ·
2013 ·
2013 ·
2015 ·
2016 ·
2017 ·
2018 ·
2019
- Nederland (Top 40)
- Nederland (Single Top 100)
- Nederland (3FM Mega Top 50)
- Nederland (Kink 40)
- Nederland (DVD Top 30)
- Vlaanderen (Radio 2 Top 30)
- Vlaanderen (Ultratop 50)
- Vlaanderen (Top 30 van Ultratop)
- Vlaanderen (De Afrekening)
- Wallonië
- Australië
- Canada
- Denemarken
- Duitsland
- Frankrijk
- Ierland
- Italië
- Nieuw-Zeeland
- Noorwegen
- Oostenrijk
- Spanje
- Verenigd Koninkrijk
- Verenigde Staten (Hot 100)
- Zweden
- Zwitserland